# Elida (Novo México)
Elida é uma cidade  localizada no estado americano de Novo México, no Condado de Roosevelt.

## Demografia
Segundo o censo americano de 2000, a sua população era de 183 habitantes.
Em 2006, foi estimada uma população de 177, um decréscimo de 6 (-3.3%).

## Geografia
De acordo com o United States Census Bureau tem uma área de
2,1 km², dos quais 2,1 km² cobertos por terra e 0,0 km² cobertos por água. Elida localiza-se a aproximadamente 1368 m acima do nível do mar.

## Localidades na vizinhança
O diagrama seguinte representa as localidades num raio de 52 km ao redor de Elida.